# Mario Perrucci
Mario Perrucci (Napoli, 21 febbraio 1934 – Pesaro, 14 luglio 2016) è stato un compositore e didatta italiano.

## Biografia
Nato il 21 febbraio del 1934 nella città di Napoli, Mario Perrucci ha creato, a partire dagli anni 50, centinaia di composizioni didattiche e cameristiche, per cori e orchestre. Le opere di cui è autore sono state diverse volte utilizzate in pubblici concerti, così come sono state trasmesse da diverse emittenti televisive, tra cui la RAI.
Molto importante è stato il suo contributo all'attività artistica-culturale di Napoli, dove è stato Direttore del Centro Universitario Musicale, oltre che Ispettore Onorario del Ministero della Pubblica Istruzione per il patrimonio monumentale ed artistico. Oltre alle numerose importanti funzioni che ha rivestito a Napoli, è stato anche Direttore Artistico dei "Concerti del mercoledì" della città di Matera, oltre ad essere stato Presidente, in tempi più recenti, del "Gruppo Operativo Musicale" di Pesaro. Infine va menzionato il suo ruolo di cofondatore e vice direttore artistico della Fondazione “Ente Teatro Cronaca” del pesarese Mico Galdieri. Durante la sua carriera si è attivamente impegnato in vari temi di ordine culturale, organizzando incontri e conferenze di varia natura.
Collaborando con diversi registi italiani e compagnie di rilevante notorietà, ha creato numerose opere per la Televisione e la Radiofonia, nonché diverse musiche per il teatro drammatico. Tra queste, va certamente menzionato il radiodramma "La storia di ognuno", realizzato con musiche proprie basandosi su un'auto sacramental inglese del XII secolo: l'opera è stata trasmessa da diverse emittenti radiofoniche, tra le quali Radio Vaticana il 26 agosto del 1962. Ha inoltre svolto l'attività di critico musicale, cinematografico e teatrale, lavorando con diversi famosi quotidiani, nei quali sono state diverse volte pubblicate le sue opinioni.

Importante è la sua collaborazione con la famosa "Compagnia dei quattro", gruppo di cui facevano parte Franco Enriquez, Valeria Moriconi, Mario Scaccia e Glauco Mauri: Mario Perrucci è stato per diversi anni il musicista della compagnia.
Durante la sua lunga carriera, ha pubblicato diverse opere di rilevante importanza, tra le quali vale la pena ricordare "Individuazione musicale nel contesto dello spettacolo drammatico" (1973), contestualmente al suo corso tenuto presso l'Istituto dello Spettacolo dell'Università di Urbino. Ha inoltre pubblicato "Egidio R. Duni e Gio Maria Trabaci nella storia della musica" (1965), per conto dell'Istituto di Organologia e Musicologia di Napoli. Collaborando con Cappelli Editore e "Musica Oggi", ha pubblicato diversi saggi di significativa importanza. Importante è anche la sua attività di trascrizione musicale, nella quale trascrisse musiche sacre come le "Sacrae Symphonie" di Giovanni Gabrieli, oltre ad altre opere come il "Primo libro dei madrigali a 4 v." di Luca Marenzio. Tra le molte musiche di cui è autore, hanno un'importanza particolarmente rilevante quelle concepite per essere utilizzate nella didattica. Tra queste opere, va menzionata "Il gatto astuto e il gaglioffo Gagliuso", una zarzuela per solisti, coro e attori, oltre ad un elevato numero di altre opere sia per solisti che per gruppi.
Nel 1997, dopo essere stato professore ordinario di "Musica corale e direzione di coro" e Direttore presso il Conservatorio di Musica G. Rossini di Pesaro, conclude la propria carriera didattica.

## Alcune composizioni

### Musiche originali per il teatro drammatico, la televisione e la radiofonia
- Fuori la porta di Wolfgang Borchet, regia di Tony Stefanucci (1958)
- Ma in provincia siamo seri di Carlo Terron, regia di Franco Enriquez (1959)
- La storia di ognuno, radiodramma di Mario Perrucci (1962)
- Il Brasile di Rodolfo Wilcock, regia di Mico Galdieri (1962)
- L'uomo dal fiore in bocca di Luigi Pirandello, regia di Mico Galdieri (1963)
- Bury the dead di Irwin Shaw, regia di Mico Galdieri (1964)
- La lezione di Eugène Ionesco, regia di Mario Scaccia (1964)
- Delitto all'isola delle capre di Ugo Beni, regia di Mico Galdieri (1965)
- Eroi e no di Lorenzo Ostuni, regia di Enrico Vincenti (1966)
- A Betlemme, pastori! di Alessandro Casona, regia di Massimo Scaglione (1968)

### Musica per pianoforte
- Toccata e fuga (1963)
- Taccuino, sei pezzi (1969)
- A volo d'uccello (1980)
- Presto (1997)
- Burlesca (2003)

### Musica sacra
- I canti della Messa, per coro a due voci e organo (1985)
- Nel giorno della festa, per canto e organo su testo di Francesco Spingola (1998);
- È Natale, pastorale a 2 voci, accompagnamento su testo proprio (1969)